# Razzia

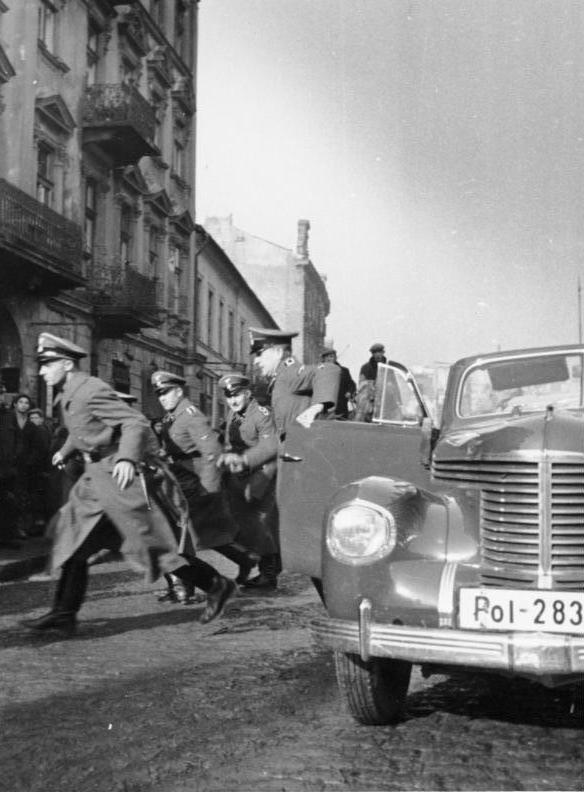
Eine Razzia des Sicherheitsdienstes des Reichsführers SS in Polen

Eine Razzia (von arabisch غزوة, DMG ġazwa ‚Kriegszug, Raubzug, Angriffsschlacht‘) ist eine planmäßig vorbereitete, innerhalb einer schlagartig abgesperrten Örtlichkeit bei einem unbestimmten Personenkreis überraschend durchgeführte Fahndung nach Personen oder Suche nach Sachen.

## Etymologie
Razzia für eine „überraschende polizeiliche Fahndungsaktion, -streife nach verdächtigen Personen“ wurde aus dem Französischen razzia für „Streifzug, Beutekriegszug“ entlehnt und dann nach „Fahndungsaktion der Ordnungsbehörden“ übertragen. Ursprünglich stammt es aus maghrebinisch-arabisch غازية ġāziya, das den Beute- und Rachezug eines Stammes gegen seine Nachbarn bezeichnet. Der französischsprachige Ausdruck wurde in der Mitte des 19. Jahrhunderts in die deutsche Sprache übernommen und bezog sich zunächst auf arabische Verhältnisse bzw. auf Aktionen französischer Truppen in Algerien zu Beginn der Kolonialherrschaft, ab der zweiten Hälfte des 19. Jahrhunderts auch auf die im Französischen entwickelte, übertragene Bedeutung.

## Begriffsgeschichte
Razzia war ursprünglich eine Bezeichnung für die Raubzüge der nordafrikanischen Korsaren in Südeuropa. Bei diesen Überfällen erbeuteten die Seeräuber neben Gütern und Vieh vor allem christliche Sklaven, die auf den Sklavenmärkten der Barbareskenstaaten verkauft wurden. Während der französischen Eroberung Algeriens in den 1830er- und 1840er-Jahren wandte das französische Militär die vor Ort bekannte Kriegstechnik strategisch zur Auslöschung des Widerstands der Einheimischen an und transformierte sie so erstmals zu einer Praktik staatlich-disziplinierender Gewaltausübung.
So definierte Pierer’s Universal-Lexikon 1861 Razzia als:

„Razzia (arab. Ghazidshah), im Allgemeinen ein militärischer Raubzug, bei welchem die Ernte u. die Dörfer verbrannt u. das Vieh weggetrieben wird. Seit der französischen Occupation Algiers bes. von den Franzosen gegen die feindlichen arabischen Stämme in Algerien od. umgekehrt von Abd el Kader gegen die den Franzosen anhängenden arabischen Stämme ausgeübt.“

Brockhaus’ Kleines Konversations-Lexikon 1911 dagegen als:

„Razzĭa (arab.), ursprünglich militär. Streif-, Plünderungszug; jetzt Streifzug der Polizei auf verdächtige Individuen.“

## Bundesrepublik Deutschland

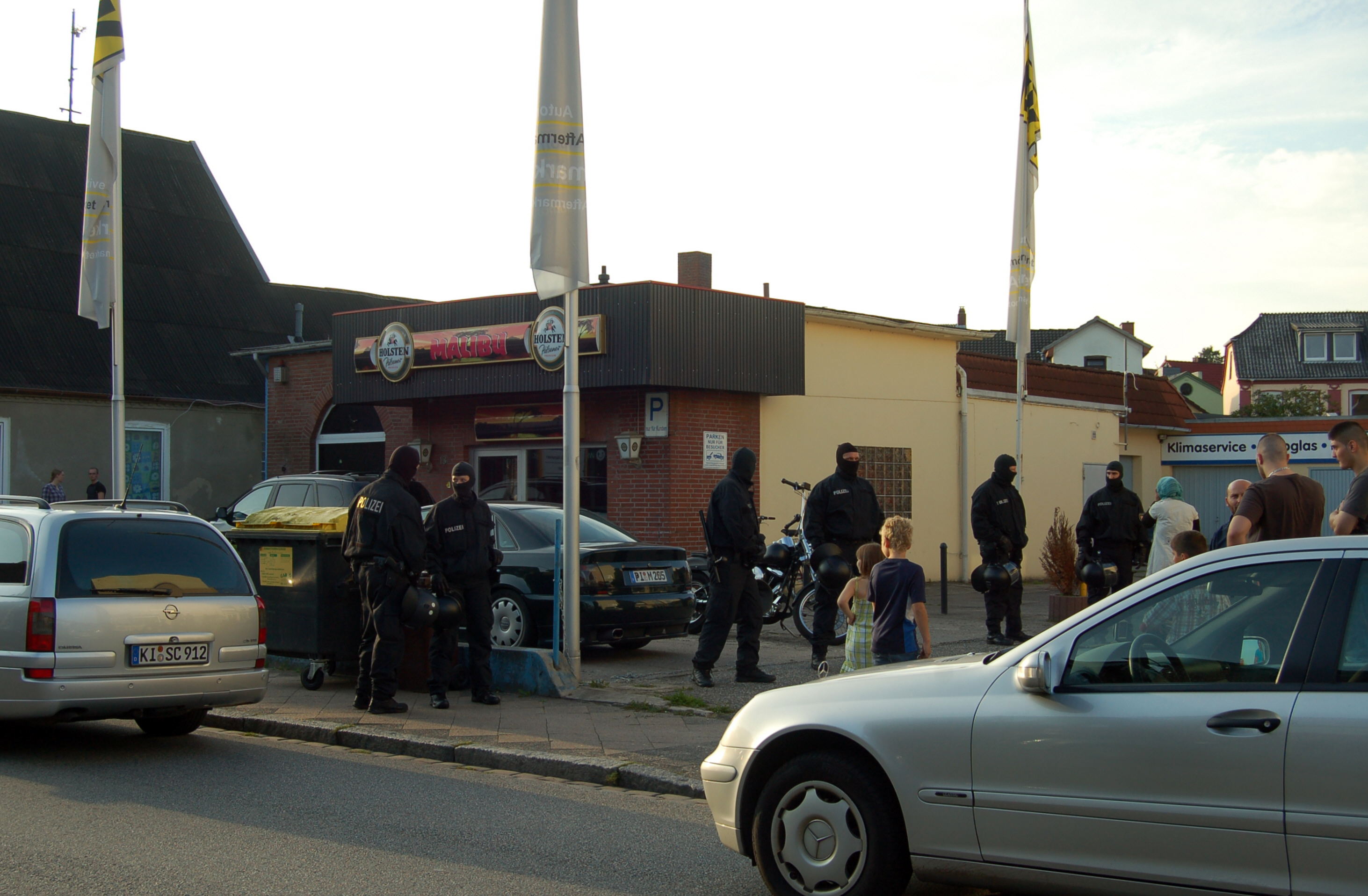
SEK-Einsatz bei einer Drogenrazzia in Uetersen

Den Begriff „Razzia“ gibt es in der Rechtssprache nicht, einzelne Aspekte des heute meist umgangssprachlich gebrauchten Worts werden in den Landesgesetzen geregelt oder stützt sich auf die Befugnisgeneralklausel des Polizeirechts. Der strafrechtliche Aspekt ist Bundeskompetenz, aber nicht eigens geregelt. Er kann auf § 163b, § 163c, § 127, § 102, § 103 StPO gestützt werden. Es bedarf dann eines Anfangsverdachts nach § 152 Abs. 2 StPO.
Eine Maßnahme kann von der Staatsanwaltschaft mittels Verfügung oder direkt von den Polizeibehörden angeordnet werden.

## Schweiz
Die Schweizer Strafprozessordnung (StPO) regelt die Razzia in Art. 215 Abs. 4 wie folgt: «Ist aufgrund konkreter Anhaltspunkte anzunehmen, dass an einem bestimmten Ort Straftaten im Gange sind oder sich dort beschuldigte Personen aufhalten, so kann die Polizei diesen Ort absperren und die sich dort aufhaltenden Personen anhalten.»
Das Bundesgericht umschrieb diese Art der Razzia 2021 als strafprozessuales Rechtsinstitut, das eine breit angelegte Identitätskontrolle umfasst, «bei der mit einem grösseren Polizeiaufgebot in Häusern, Restaurants etc., in denen deliktische Aktivitäten oder die Anwesenheit von verdächtigen Personen vermutet werden, eine Mehrzahl von Personen kontrolliert und falls erforderlich zur näheren Abklärung auf den Polizeiposten verbracht werden.» Die Besonderheit der Razzia besteht darin, dass «sie auch dann angeordnet werden darf, wenn davon auszugehen ist, dass eine Grosszahl der von ihr betroffenen Personen keinerlei Bezug zur abzuklärenden Straftat hat. Die Bestimmung will klarstellen, dass das Verhältnismässigkeitsprinzip einer solchen Massnahme nicht a priori entgegensteht. Selbstverständlich ist diesem Prinzip und dem Erfordernis eines genügenden öffentlichen Interesses jedoch besondere Beachtung zu schenken.»
Die Abgrenzung zur Hausdurchsuchung nimmt das Bundesgericht wie folgt vor: «Art. 215 Abs. 4 StPO erlaubt bloss die Absperrung eines Ortes und die Anhaltung von Personen, soweit allgemein zugängliche Räumlichkeiten betreten werden müssen, sonst ist Artikel 212 StPO [Art. 213 StPO Betreten von Räumlichkeiten] zu beachten. Müssen zur Anhaltung oder Festnahme einer Person Häuser, Wohnungen oder andere nicht allgemein zugängliche Räume betreten werden, sind nach Art. 213 Abs. 1 StPO die Bestimmungen über die Hausdurchsuchung zu beachten.»